# 류순정 영정
류순정 영정(柳順汀 影幀)은 서울특별시 종로구 서울역사박물관에 있는 조선시대의 초상화이다. 2007년 3월 22일 서울특별시의 유형문화재 제221호로 지정되었다.

## 개요
류순정(柳順汀, 1459~1512)은 본관은 진주(晉州)이며, 자는 지옹(智翁)이고, 목사 양(壤)의 아들로서 김종직(金宗直)의 문인이다. 1487년 진사로 알성문과에 장원, 전적에 등용되었다. 1491년(성종22) 북정도원수 허종의 막하로서 야인 정벌에 종군하여 많은 전공(戰功)을 세우고 돌아왔다. 뒤에 평안도 평사로 전임, 연산군 초에 헌납, 부응교, 집의, 사성을 역임, 의주목사를 거쳐 평안도 병마절도사에 올랐다. 그 후 형조, 공조의 참판을 지내고 평안도 찰사, 이조 참판을 거쳐, 이조 판서에 승진하였다. 1506년(중종1) 중종 반정에 공을 세워 정국공신(靖國功臣) 1등으로 청주부원군에 봉해졌다. 이 해 우의정에 승진, 이듬해 병조 판서를 겸하고, 이과의 옥사를 다스린 공으로 정난공신(定難功臣) 1등, 1509년(중종4)에 좌의정, 이듬해 삼포왜란이 일어나자 도체찰사로 군부를 지휘, 이어 직접 경상도 도원수로서 출정하여 난을 평정하였다. 1512년 영의정이 되어 재직 중 죽었다. 시호는 무안(武安), 뒤에 문정(文定)으로 개시(改諡)되었다.
유순정 초상은 현재 몇 점 전해오지 않는 16세기 초기의 초상화로 조선조 중기 공신상의 가장 전형을 보여주는 동시에 바닥에 채전이 등장하는 최초의 예로 회화사적으로 가치가 크므로 서울시 유형문화재로 지정한다.

## 명칭 변경
당초 지정명칭은 유순정 초상(柳順汀 肖像)이었으나, 2017년 10월 26일 류순정영정(柳順汀影幀)으로 변경 지정되었다.

## 참고 문헌
- 유순정 초상 - 국가유산청 국가유산포털